# Florence Lee
Florence Lee (n. februarie 1864, Carolina de Sud, SUA – d. 17 februarie 1933, Los Angeles, California, SUA) a fost o actriță americană a filmului mut care a apărut în peste 90 de filme între 1911 - 1931. Este probabil cel mai cunoscută pentru ultimul ei rol, bunica fetei oarbe cu flori din filmul din 1931 al lui Charlie Chaplin, Luminile orașului (1931). A apărut în câteva filme Our Gang de-a lungul anilor 1920.

## Filmografie
| An   | Titlu                 | Rol                                 | Not                       |
| ---- | --------------------- | ----------------------------------- | ------------------------- |
| 1911 | Enoch Arden           | On the Beach                        | Scurtmetraj               |
| 1912 | A Voice from the Deep | On Roller Coaster                   | Scurtmetraj, Nemenționată |
| 1912 | Won by a Fish         | At Dinner                           | Scurtmetraj               |
| 1913 | Almost a Wild Man     | Actress in The Rise & Fall of McDoo | Scurtmetraj               |
| 1922 | Hell's Border         |                                     |                           |
| 1922 | The Trouper           | Mrs. Selden                         |                           |
| 1922 | Top o' the Morning    | Jerry's Aunt                        |                           |
| 1923 | Mary of the Movies    | Mary's Mother                       |                           |
| 1924 | Jack O'Clubs          | Mrs. Miller                         |                           |
| 1924 | Virtue's Revolt       | Mrs. Cane                           |                           |
| 1925 | Just Plain Folks      |                                     |                           |
| 1925 | The Love Bug          | Grandma Thomas                      | Scurtmetraj               |
| 1925 | Across the Deadline   | Mrs. Revelle                        |                           |
| 1925 | Ask Grandma           | Grandma                             | Scurtmetraj               |
| 1925 | Speed Mad             | Grandma Smithers                    |                           |
| 1925 | The Road Agent        | Mrs. Worth - the Mother             |                           |
| 1925 | The Flame Fighter     | Mrs. Sparks                         |                           |
| 1925 | Luck and Sand         | Roy's Mother                        |                           |
| 1952 | The Movies            | The Boy's Mother                    | Scurtmetraj, Nemenționată |
| 1926 | My Stars              | Johnny's Mother                     |                           |
| 1926 | The Devil's Partner   | Deputy Sheriff's Wife               |                           |
| 1926 | The High Hand         | Mrs. Oaks                           |                           |
| 1928 | The Little Buckaroo   | Mrs. Durking                        |                           |
| 1928 | The Bronc Stomper     | Mrs. Hollister                      |                           |
| 1931 | City Lights           | Bunica fetei oarbe cu flori         | (ultimul ei rol de film)  |

## Legături externe
- Florence Lee la Internet Movie Database

## Vezi și
- Listă de actori americani